# Tuffi ai XVII Giochi asiatici - Piattaforma 10 metri sincro femminile
La competizione dei tuffi dalla piattaforma 10 metri sincro femminile dei XVII Giochi asiatici si è disputata il 30 settembre 2014 presso il Centro Acquatico Munhak Park Tae-hwan, di Incheon, in Corea del Sud. Ogni coppia di atlete ha eseguito una serie di cinque tuffi.

## Programma
| Data              | Ora (UTC+9) | Turno  |
| ----------------- | ----------- | ------ |
| 30 settembre 2014 | 14:00       | Finale |

## Risultati
| Class   | Atlete         | Nazione                        | Tuffi | Tuffi | Tuffi | Tuffi | Tuffi | Totale |
| Class   | Atlete         | Nazione                        | 1     | 2     | 3     | 4     | 5     | Totale |
| ------- | -------------- | ------------------------------ | ----- | ----- | ----- | ----- | ----- | ------ |
| Oro     | Cina           | Chen Ruolin Liu Huixia         | 51.60 | 53.40 | 78.30 | 77.76 | 85.44 | 346.50 |
| Argento | Corea del Nord | Kim Un-hyang Song Nam-hyang    | 47.40 | 48.60 | 72.00 | 75.84 | 76.80 | 320.64 |
| Bronzo  | Malaysia       | Leong Mun Yee Pandelela Rinong | 50.40 | 50.40 | 72.00 | 68.16 | 72.96 | 313.92 |
| 4       | Giappone       | Minami Itahashi Fuka Tatsumi   | 47.40 | 45.60 | 60.90 | 69.12 | 61.20 | 284.22 |
| 5       | Corea del Sud  | Cho Eun-bi Kim Su-ji           | 47.40 | 48.00 | 63.00 | 57.60 | 59.52 | 275.52 |